# Kane megye (Utah)
Kane megye az Amerikai Egyesült Államokban, azon belül Utah államban található. Megyeszékhelye és legnagyobb városa Kanab. Lakosainak száma 7667 fő (2020. április 1.). Kane megye Washington, Iron, Garfield, San Juan, Mohave és Coconino megyékkel határos.

## Népesség
A megye népességének változása:
| Lakosok száma | 7153 | 7240 | 7227 | 7260 | 7131 | 7667 |
|               | 2010 | 2011 | 2012 | 2013 | 2015 | 2020 |